# Byl jednou jeden… člověk
Byl jednou jeden… člověk (ve francouzském originále Il était une fois… l'Homme) je francouzský animovaný televizní seriál z roku 1978, první seriál z franšízy Byl jednou jeden….
Základní myšlenkou každého dílu seriálu je ukázat divákům některé významné události v historii lidstva. Celým seriálem diváka provádí známý Maestro a také hodiny, které divákovi napoví, v jaké době se nachází. Autorem seriálu je Albert Barillé, darwinista. Znělka využívá motiv z Bachovy Tokáty a fugy d moll.

## Seznam dílů
1. Byla jednou jedna země
2. Člověk neandrtálský
3. Člověk kromaňonský
4. Úrodná údolí
5. První říše
6. Periklova doba
7. Římská říše
8. Šíření islámu
9. Karlovci
10. Doba vikingů
11. Stavitelé katedrál
12. Marco Polo a jeho cesty
13. Stoletá válka
14. Renesance
15. Španělské zlaté století
16. Alžbětínská Anglie
17. Zlatý věk spojených provincií
18. Velké století Ludvíka XIV.
19. Petr Veliký a jeho doba
20. Stoleté osvícení
21. Amerika
22. Francouzská revoluce
23. Jaro národů
24. Ach, ta zlatá doba
25. Bláznivá léta
26. Byla jednou jedna země...a zítra??

## České znění
- Vladimír Fišer = Maestro
- Petr Jančařík = Petr
- Miloslav Študent = Vazoun
- Ladislav Gerendáš = vysoký černovlasý
- Zora Kostková = malý zrzavý

a další...